# Dr. Wislizenus
Dr. Wislizenus er en tysk stumfilm fra 1924 af Hanns Kobe.

## Medvirkende
- Charlotte Ander som Lena
- Siegfried Berisch som Milbe
- Paul Bildt som Dichter Wohlgetan
- Paul Graetz som Iltis
- Fritz Kortner som Dr. Wislizenus
- Marija Leiko
- Leon Richter
- Joachim Ringelnatz som Alte Frau
- Jakob Tiedtke som Wirt